# Skateboarding en los Juegos Olímpicos
El skateboarding en los Juegos Olímpicos se realiza desde la edición de Tokio 2020. Son realizadas competiciones en dos modalidades: parque y calle.
Tras el Campeonato Mundial, es la máxima competición internacional de skateboarding. Es organizado por el Comité Olímpico Internacional (COI), junto con la federación World Skate.

## Competición
En la primera edición de este deporte en el programa olímpico, en Tokio 2020, se disputaron cuatro pruebas en las dos modalidades de este deporte: calle y parque.

## Ediciones
| Núm. | Año        | Sede             | Instalación                       |
| ---- | ---------- | ---------------- | --------------------------------- |
| I    | Tokio 2020 | Tokio ( Japón)   | Parque Deportivo Urbano de Ariake |
| II   | París 2024 | París ( Francia) | Plaza de la Concordia             |

## Palmarés

### Masculino
Calle
| Núm. | Sede       | Oro                   | Plata                         | Bronce                        |
| ---- | ---------- | --------------------- | ----------------------------- | ----------------------------- |
| I    | Tokio 2020 | Yuto Horigome · Japón | Kelvin Hoefler · Brasil       | Jagger Eaton · Estados Unidos |
| II   | París 2024 | Yuto Horigome · Japón | Jagger Eaton · Estados Unidos | Nyjah Huston · Estados Unidos |

Parque
| Núm. | Sede       | Oro                       | Plata                       | Bronce                       |
| ---- | ---------- | ------------------------- | --------------------------- | ---------------------------- |
| I    | Tokio 2020 | Keegan Palmer · Australia | Pedro Barros · Brasil       | Cory Juneau · Estados Unidos |
| II   | París 2024 | Keegan Palmer · Australia | Tom Schaar · Estados Unidos | Augusto Akio · Brasil        |

### Femenino
Calle
| Núm. | Sede       | Oro                    | Plata                | Bronce                |
| ---- | ---------- | ---------------------- | -------------------- | --------------------- |
| I    | Tokio 2020 | Momiji Nishiya · Japón | Rayssa Leal · Brasil | Funa Nakayama · Japón |
| II   | París 2024 | Coco Yoshizawa · Japón | Liz Akama · Japón    | Rayssa Leal · Brasil  |

Parque
| Núm. | Sede       | Oro                     | Plata                 | Bronce                  |
| ---- | ---------- | ----------------------- | --------------------- | ----------------------- |
| I    | Tokio 2020 | Sakura Yosozumi · Japón | Kokona Hiraki · Japón | Sky Brown · Reino Unido |
| II   | París 2024 | Arisa Trew · Australia  | Kokona Hiraki · Japón | Sky Brown · Reino Unido |

## Medallero histórico
- Actualizado a París 2024.

| Núm. | País           | Oro | Plata | Bronce | Total |
| ---- | -------------- | --- | ----- | ------ | ----- |
| 1    | Japón          | 5   | 3     | 1      | 9     |
| 2    | Australia      | 3   | 0     | 0      | 3     |
| 3    | Brasil         | 0   | 3     | 2      | 5     |
| 4    | Estados Unidos | 0   | 2     | 3      | 5     |
| 5    | Reino Unido    | 0   | 0     | 2      | 2     |
|      | TOTAL          | 8   | 8     | 8      | 24    |